# Marcus Prinz von Anhalt
Marcus Eberhardt Edward Prinz von Anhalt (* 20. Dezember 1966 in Pforzheim als Marcus Frank Adolf Eberhardt; bürgerlich Marcus Frank Adolf Prinz von Anhalt), bekannt als Prinz Marcus, ist ein deutscher Unternehmer und Bordellbetreiber.

## Leben
Marcus Eberhardt wuchs mit einem Bruder, einer Schwester und zwei Adoptivgeschwistern in einer wohlhabenden Juweliersfamilie auf. Die geschäftliche Insolvenz stürzte die Familie in die Armut; sie musste aus ihrer Villa in eine Vierzimmerwohnung umziehen, als Marcus Eberhardt 12 Jahre alt war. Nach seiner Ausbildung zum Metzger machte Eberhardt eine Ausbildung zum Koch. Eberhardt ließ sich laut der Bildzeitung als Sohn von Frédéric von Anhalt und Zsa Zsa Gabor eintragen. Diese Adoption wurde in zahlreichen Zeitungsartikeln und Fernsehberichten zum Medienspektakel.
Von Anhalt ist Betreiber mehrerer Clubs und Bordelle, unter anderem auch eines Clubs der internationalen Tabledance-Club-Kette Pure Platinum. Er wurde im Zusammenhang mit der Eröffnungsparty einer Disco in Frankfurt bekannt, nachdem Pamela Anderson gegen Bezahlung und Spende des Honorars an PETA dort aufgetreten war. Nachdem sie seinen Urlaub begleitet hatte, widmete Der Spiegel den beiden eine fünfseitige Geschichte von Alexander Osang.
In den Medien werden sein extravaganter Lebensstil und sein Leben in den Metropolen der Welt thematisiert. Von Anhalt erlangte außerdem durch Auftritte in deutschen Reality-TV-Formaten Bekanntheit. Er war unter anderem in der Sendung Nachtcafé des SWR zum Thema Weniger ist mehr – vom Luxus des Verzichts als Gast zu sehen. In der Sendung Taff stellte Prinz von Anhalt eines seiner vermeintlichen und zwischenzeitlich verkauften Anwesen vor, wo Playmate Janine Habeck ebenfalls zu Gast war. 2009 präsentierte er zusammen mit Jürgen Milski und Nico Schwanz beim Sat-1-Tanzwettbewerb Yes We Can Dance den Titel YMCA von den Village People. 2011 war er neben Lisa Bund, Jessica Wahls und Markus Becker in der Kochsendung Das perfekte Promi-Dinner zu sehen, das er auch gewann. Im September 2016 war er Kandidat in der vierten Staffel von Promi Big Brother, bei der er den neunten Platz belegte. Im Frühjahr 2020 war er als Gast in der Sendung Chez Krömer geladen.
Auf Facebook lässt sich Marcus Prinz von Anhalt durch eine Agentur aktiv darstellen.
Im Januar 2017 veröffentlichte er sein Buch Die Kamerahure – Die dritte Biographie über Marcus von Anhalt.
Im September 2017 bekannte sich von Anhalt als Unterstützer der AfD. Von Anhalt lebt seit 2018 in Dubai. Dort heiratete er an Halloween 2023 seine iranische Freundin Masoumeh „Gia“ Milad, nunmehr Prinzessin von Anhalt, mit der er ab Ende der 1990er-Jahre liiert war und eine 2010 geborene Tochter hat. Knapp ein Jahr später sprach er auf seiner Facebookseite über die erfolgte Scheidung.
In einer Ausgabe des Fernsehmagazins SAM von 2009 wurde sein Vermögen mit circa 450 Millionen Euro angegeben. In der Liste der reichsten Deutschen des Manager Magazins, die Vermögen ab 90 Millionen Euro erfasst, wird von Anhalt nicht aufgeführt.

## Verurteilungen
- Von Anhalt hat nach eigenen Angaben vier Jahre im Gefängnis verbracht, unter anderem habe das Landgericht Karlsruhe ihn im Sommer 2003 wegen versuchter räuberischer Erpressung, gefährlicher Körperverletzung, Zuhälterei und Menschenhandels[20] zu einer Freiheitsstrafe verurteilt. Später machte er Schlagzeilen mit seinen widersprüchlichen Aussagen zur Klärung der Besitzverhältnisse zu dem bundesweit in die Schlagzeilen geratenen „Flatrate-Bordell“ Pussy Club in Fellbach, das er angeblich abgestoßen habe.[21]

- Im Jahr 2010 wurde er wegen Trunkenheit im Straßenverkehr zu einer dreimonatigen Bewährungsstrafe sowie einer Geldauflage von 200.000 Euro verurteilt.[22]

- Im November 2014 wurde er wegen Steuerhinterziehung angeklagt[23] und zu vier Jahren Gefängnis verurteilt.[24] Er legte dagegen Revision ein, woraufhin der Bundesgerichtshof das angefochtene Urteil nebst Haftbefehl aufhob und die Sache zur neuen Entscheidung an das Landgericht Augsburg verwies. Der neuerliche Prozess wurde am 17. Mai 2016 vor dem Landgericht Augsburg begonnen und zunächst für 14 Tage angesetzt.[25] In Absprache mit dem Gericht durfte von Anhalt zwischenzeitlich an Promi Big Brother 2016 teilnehmen, sodass sich die ursprüngliche Prozessplanung verzögerte.[26] Am 19. September 2016 wurde sein Prozess fortgesetzt, am 22. September erging ein neues Urteil:[27] Das Landgericht Augsburg reduzierte die Strafe auf drei Jahre Freiheitsentzug. Auch gegen dieses Urteil ging von Anhalt vor, dieses Mal wurde das Urteil aber vom BGH bestätigt. Da von Anhalt bereits über zwei Jahre und damit 2/3 der Strafe in Untersuchungshaft verbracht hat, ist eine weitere Haft ungewiss. Darüber entscheidet das Landgericht Augsburg.[28][29]

- Im August 2023 postete von Anhalt ein Video auf Instagram, in dem zu sehen ist, wie er ein neues Spiel mit dem Namen Hit the turtle ankündigt und anschließend mit einem Fußball auf eine von ihm gehaltene Landschildkröte schießt.[30][31] Nach einer Strafanzeige erhielt von Anhalt vom Amtsgericht Frankfurt einen Strafbefehl, der eine Geldstrafe von 80 Tagessätzen umfasst. Bei seinem Einkommen entspricht das einer Höhe von 400.000 Euro.[32] Zudem wurde ihm im Strafbefehl auferlegt, für die Dauer von drei Jahren keine Tiere halten oder betreuen zu dürfen.[33] Von Anhalt kündigte an, gegen den Strafbefehl Einspruch einlegen zu wollen.

## Kritik
In den sozialen Medien äußerte er sich offen antisemitisch und homophob. Kritik erregte von Anhalt in der Reality-Show Promis unter Palmen im Jahr 2021, als er der teilnehmenden Dragqueen Katy Bähm homophobe Beleidigungen an den Kopf warf. Er bezeichnete ihre homosexuelle Orientierung unter anderem als „scheiße“ und „eklig“. Von Anhalt wurde in der ersten spielbedingten Abstimmung von anderen Kandidaten aus der Sendung gewählt. Einen Tag nach Ausstrahlung der Folge kündigte Sat.1 an, die Zusammenarbeit mit ihm zu beenden und die Folge vorerst aus allen Mediatheken zu nehmen.

## TV-Auftritte
- 2010: Grip extrem – Die extremsten Autosammler (RTL II)[39]
- 2016: Applaus und Raus (ProSieben)
- 2017: Puls 180: Arm trifft Reich (hr-fernsehen)
- 2021: Die Festspiele der Reality Stars – Wer ist die hellste Kerze? (Sat.1)